# Les Sans-Espoir
Pour plus de détails, voir Fiche technique et Distribution.
Les Sans-Espoir (Szegénylegények) est un film hongrois réalisé par Miklós Jancsó, sorti en 1966.

## Synopsis
Les Sans-espoir sont des individus ayant participé à la révolution hongroise de 1848. Au lendemain du Compromis austro-hongrois de 1867, ils sont pourchassés sans relâche, en 1869, dans la puszta.

## Fiche technique
- Titre : Les Sans-Espoir
- Titre original : Szegénylegények
- Réalisation : Miklós Jancsó
- Scénario : Gyula Hernádi
- Pays d'origine : Hongrie
- Format : Noir et blanc - 2,35:1 - Mono - 35 mm
- Genre : Drame
- Durée : 90 minutes
- Date de sortie : 1966

## Distribution
- János Görbe : János Gajdar
- Zoltán Latinovits : Imre Veszelka
- Tibor Molnár : Kabai
- Gábor Agárdi : Torma
- András Kozák : Ifj. Kabai
- Béla Barsy : Foglár
- József Madaras : Magyardolmányos
- János Koltai : Béla Varju
- István Avar : Vallató I
- Lajos Őze : Vallató II

## Réception
Sa carrière au cinéma en Hongrie est énorme : 1 000 000 spectateurs pour environ 10 000 000 habitants